# Station Overveen
Het Station Overveen is een spoorwegstation in Overveen aan de spoorlijn Haarlem - Zandvoort. Het is tegenwoordig de enige halte tussen Haarlem en Zandvoort. Studenten van Hogeschool Inholland Haarlem gebruiken dit station vaak, omdat het zich op loopafstand van de school bevindt. De gemeente Haarlem had plannen om het station te vervangen door een nieuwe halte Haarlem West. Op 4 mei 2007 werd echter bekend dat de gedeputeerde Mooij een streep door die plannen had gehaald. De NS stelde als eis dat Overveen zou moeten vervallen, iets wat Haarlem en de provincie niet wilden, en ook bleek de ingang van de Haarlemse Hogeschool verder van het nieuwe station te liggen dan gedacht.

## Geschiedenis
Het station Overveen werd geopend op 3 juni 1881 als Overveen-Bloemendaal te Overveen. In 1900 veranderde de naam in Overveen, toen Bloemendaal een eigen station kreeg aan de lijn Haarlem - Uitgeest. Het stationsgebouw dateert uit 1881 en is een royaal uitgevoerd stenen gebouw. Sinds de sluiting van het loket op 1 februari 1996 is het stationsgebouw op de begane grond na leegstand verbouwd tot tearoom.
Volgens de Stationsbelevingsmonitor 2021 was Station Overveen dat jaar het populairst. Met als rapportcijfer een 8,2 liet het de grote stations achter zich.

## Treinen
De volgende treinserie stopt in station Overveen:
| Serie | Treinsoort    | Route                                                       | Bijzonderheden                                                                                     |
| ----- | ------------- | ----------------------------------------------------------- | -------------------------------------------------------------------------------------------------- |
| 5400  | Sprinter (NS) | Amsterdam Centraal – Haarlem – Overveen – Zandvoort aan Zee | Wordt 's avonds na 20:00 en in het weekend niet tussen Amsterdam Centraal en Haarlem v.v. gereden. |

In de zomermaanden stopt ook deze treinserie in station Overveen:
| Serie | Treinsoort    | Route                                  | Bijzonderheden                                                                          |
| ----- | ------------- | -------------------------------------- | --------------------------------------------------------------------------------------- |
| 15400 | Sprinter (NS) | Haarlem – Overveen – Zandvoort aan Zee | Extra strandtrein, rijdt alleen bij verwachte drukte door zomerweer of bij evenementen. |

## Bussen
Op station Overveen stopt ook buurtbus 481 (Haarlem Delftplein - Santpoort - Bloemendaal - Overveen - Haarlem Ramplaankwartier) van Connexxion.

## Afbeeldingen

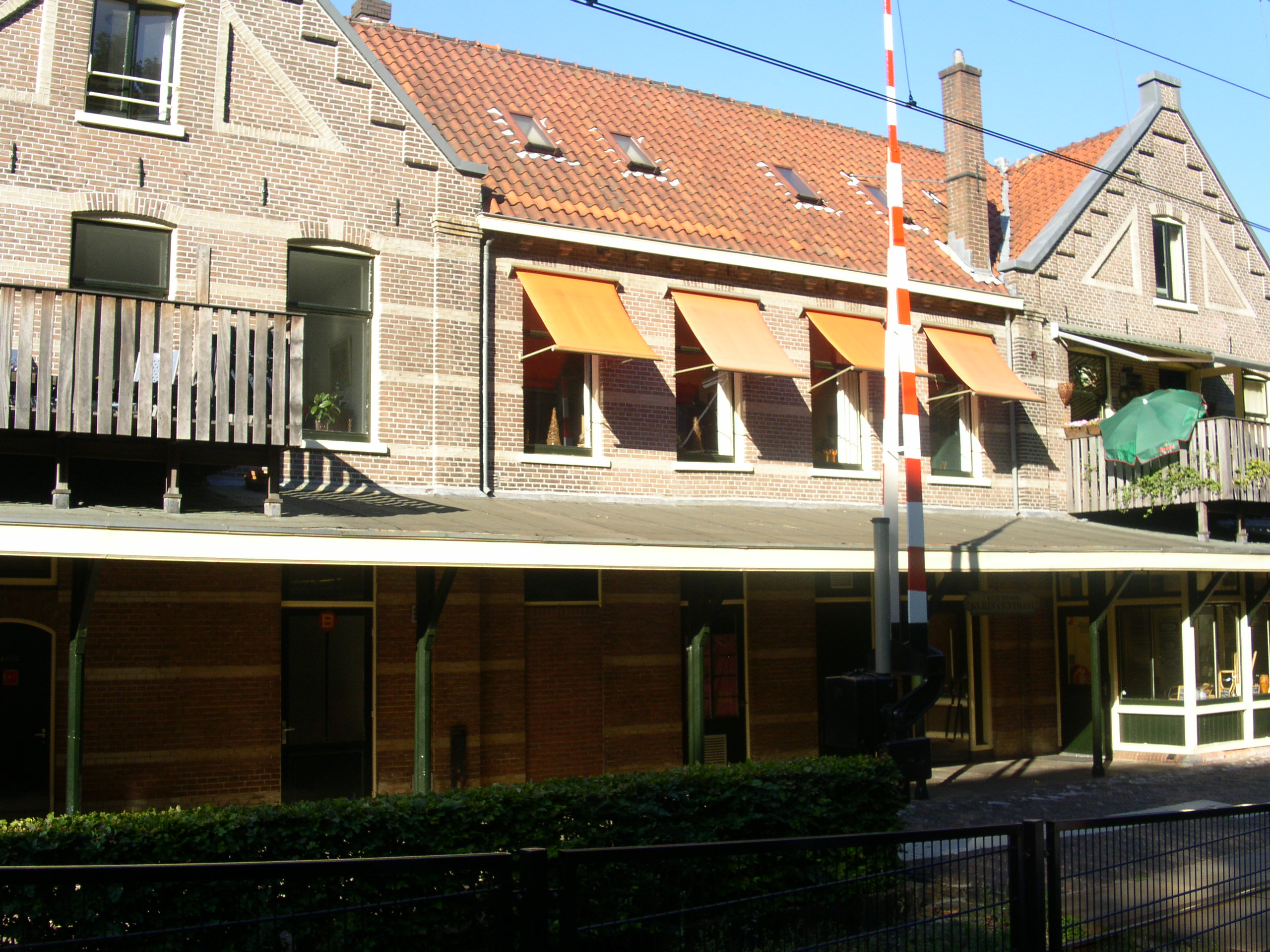
Restaurant "Klein Centraal" in het stationsgebouw
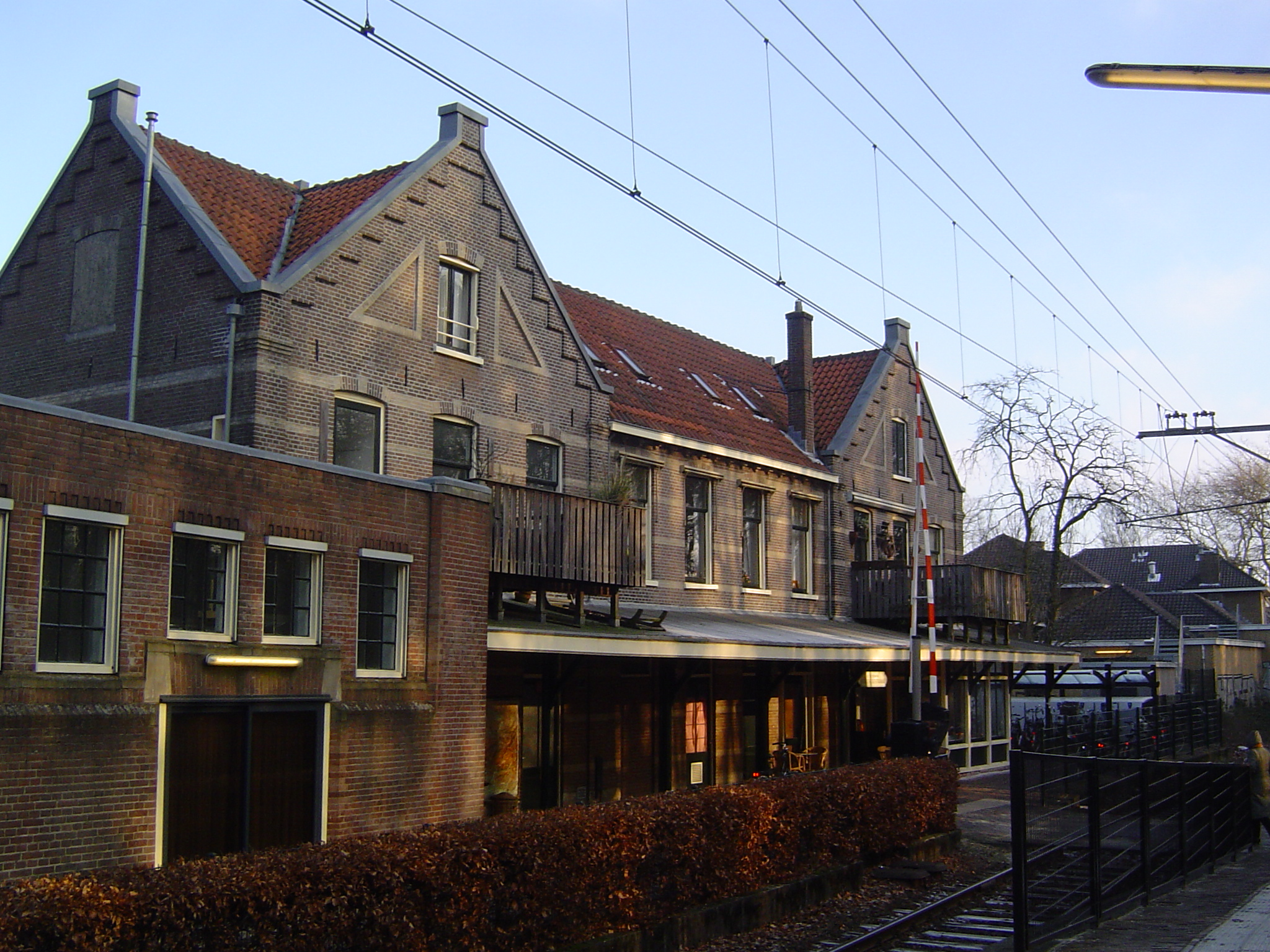
Station, spoorzijde
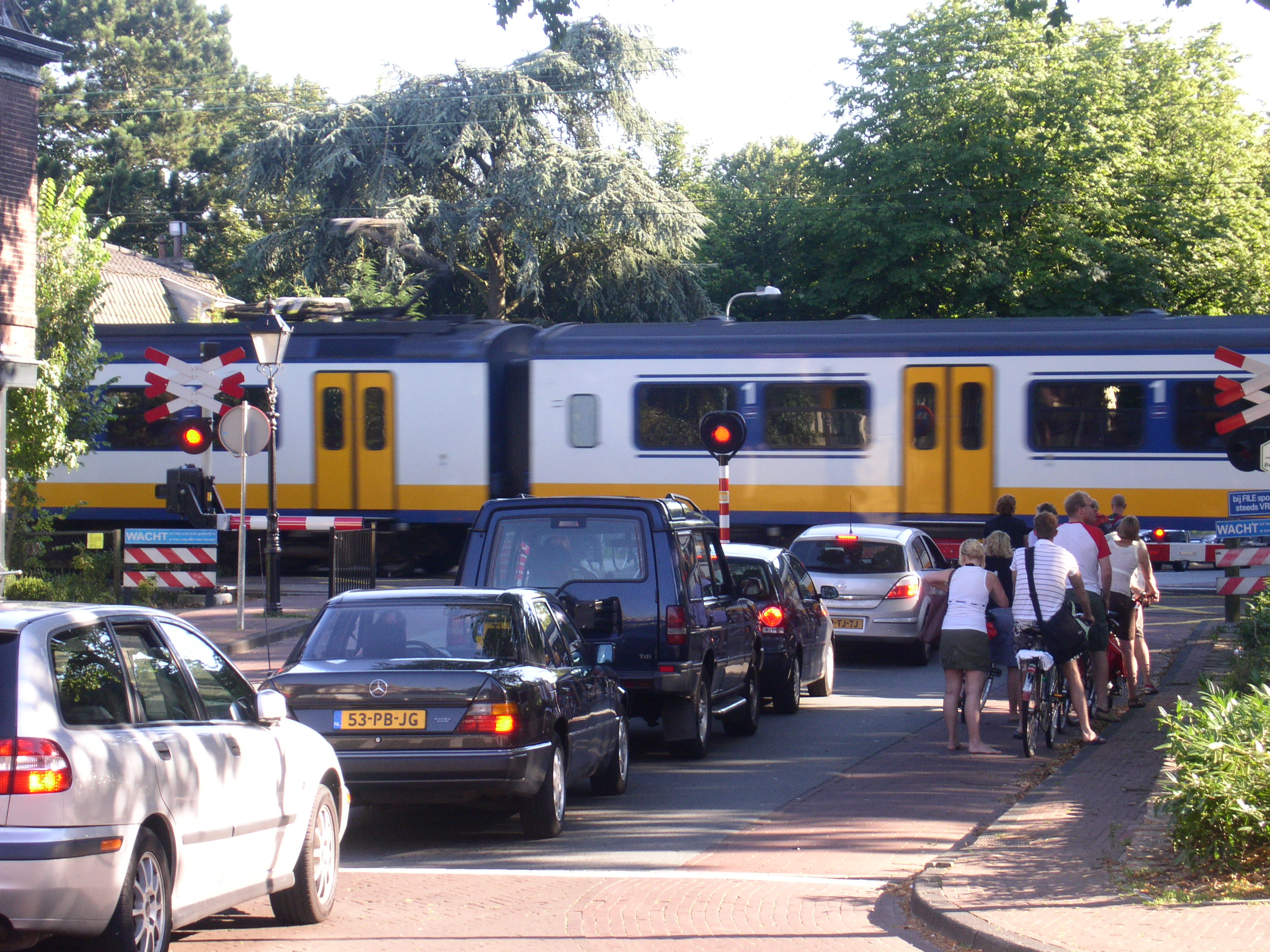
Spoorwegovergang in Overveen
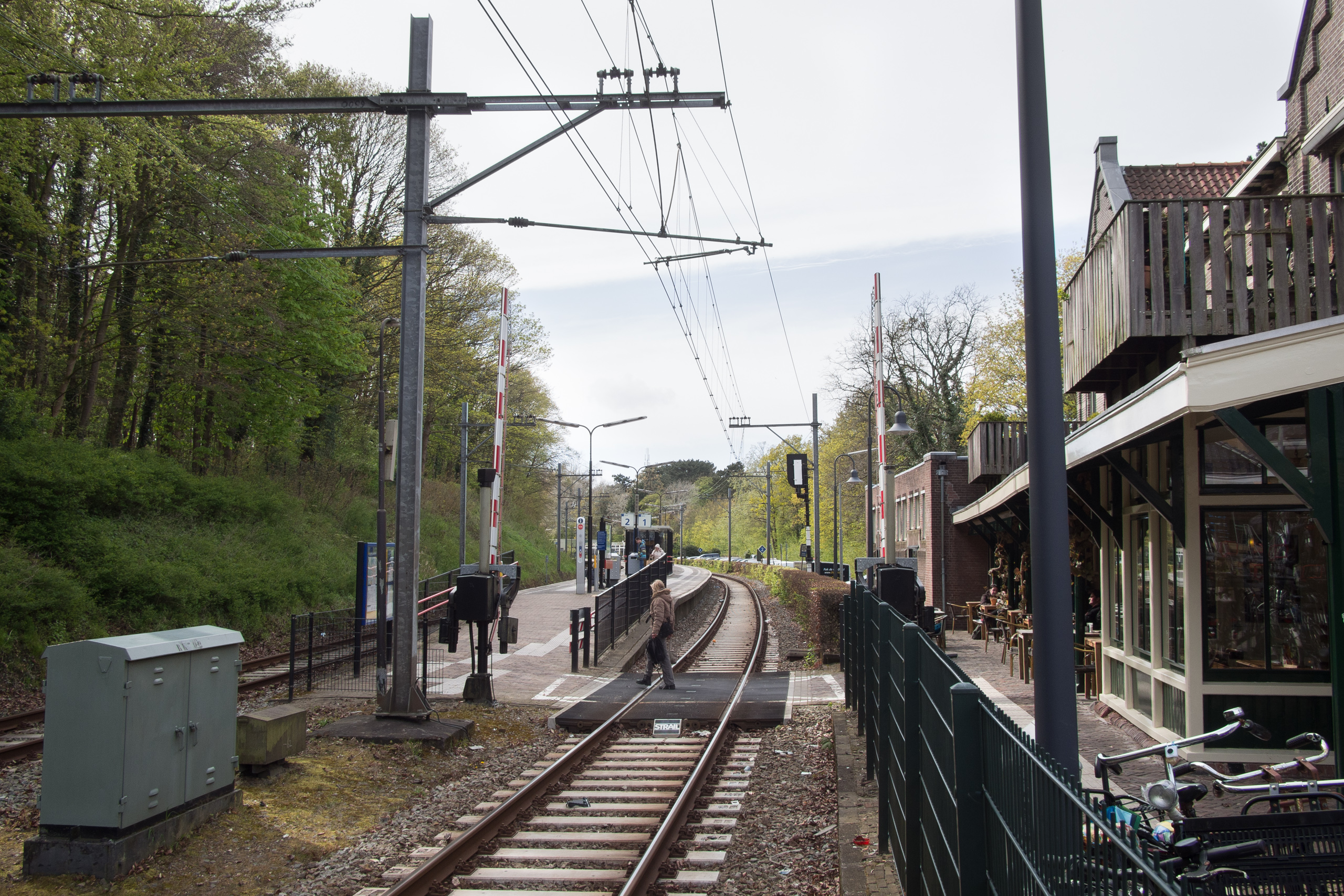
Zicht op de sporen en perron

## Ontwikkeling aantal reizigers
Het aantal door NS vervoerde reizigers (per gemiddelde werkdag) ontwikkelde zich sedert 2019 als volgt:
| Jaar | Aantal reizigers |
| ---- | ---------------- |
| 2019 | 2.467            |
| 2020 | 996              |
| 2021 | 1.262            |
| 2022 | 1.604            |
| 2023 | 1.786            |
| 2024 | 1.849            |

## Trivia
- Willem Borski III, de eigenaar van het landgoed Belvedère, verzette zich hevig tegen de komst van de spoorlijn, die deels over zijn grondgebied zou worden aangelegd. Toen de spoorwegmaatschappij begon te dreigen met onteigening, koos Borski eieren voor zijn geld. Wel stelde hij enkele voorwaarden. Zo moest er bijvoorbeeld voor eeuwig een rechtstreekse toegang naar het station beschikbaar worden gesteld voor de bewoners van Belvedère. Zodoende werd aan de overkant van het station een trap aangelegd. Het laatst overgebleven deel van het 'Trapje van Borski' werd in 2011 door ProRail in ere hersteld. Ook kwam er een bordje te hangen met informatie over het vreemde object.
- Tijdens de Grand Prixs Formule 1 in 2021, 2022, 2023 en 2024 in Zandvoort aan Zee, stopt de NS niet op station Overveen omdat vanwege de grote hoeveelheid treinen de overweg bij het station uit veiligheidsoverwegingen is afgesloten en het station hierdoor niet bereikbaar is.[3][4][5][6]

0: Haarlem ·
1: Haarlem Bolwerk ·
2: Overveen ·
7: Zandvoort Dorp ·
8: Zandvoort
Alkmaar ·
-Noord ·
Amsterdam:
-Amstel ·
-ArenA ·
-Bijlmer ArenA · 
-Centraal ·
-Holendrecht ·
-Lelylaan ·
-Muiderpoort ·
-RAI ·
-Science Park ·
-Sloterdijk ·
-Zuid ·
Anna Paulowna ·
Beverwijk ·
Bloemendaal ·
Bovenkarspel:
-Flora ·
-Grootebroek ·
Bussum Zuid ·
Castricum ·
Den Helder ·
-Zuid ·
Diemen ·
-Zuid ·
Driehuis ·
Duivendrecht ·
Enkhuizen ·
Haarlem ·
-Spaarnwoude ·
Halfweg-Zwanenburg ·
Heemskerk ·
Heemstede-Aerdenhout ·
Heerhugowaard ·
Heiloo ·
Hilversum ·
-Media Park ·
-Sportpark ·
Hollandsche Rading ·
Hoofddorp ·
Hoogkarspel ·
Hoorn ·
-Kersenboogerd ·
Koog aan de Zaan ·
Krommenie-Assendelft ·
Naarden-Bussum ·
Nieuw Vennep ·
Obdam ·
Overveen ·
Purmerend ·
-Overwhere ·
-Weidevenne ·
Santpoort:
-Noord ·
-Zuid ·
Schagen ·
Schiphol Airport ·
Uitgeest ·
Weesp ·
Wormerveer ·
Zaandam ·
-Kogerveld ·
Zaandijk Zaanse Schans ·
Zandvoort aan Zee
Stations van de Museumstoomtram Hoorn-Medemblik:
Tramstation Hoorn · 
Zwaag ·
Wognum-Nibbixwoud ·
Twisk ·
Opperdoes ·
Medemblik
Voormalige stations: zie de lijst van voormalige spoorwegstations in Noord-Holland